# دادگاه ویژه روحانیت
دادسرا و دادگاه ویژه روحانیت در خرداد ۱۳۵۸ به دستور روح‌الله خمینی تأسیس شد. این دادگاه خارج از حیطۀ قوه قضائیه فعالیت می‌کند.
دادسرا و دادگاه ویژۀ روحانیت مستقیماً زیر نظر رهبر جمهوری اسلامی فعالیت کرده و روند دادرسی در آن نیز با قوه قضائیه و سایر دادگاه‌های ایران متفاوت است.
دادگاه ویژه روحانیت، بسیاری از روحانیون منتقد جمهوری اسلامی را محاکمه کرده که از جمله مهم‌ترین آنان سید حسین کاظمینی بروجردی، سید محمّدکاظم شریعتمداری، حسینعلی منتظری، محمدرضا نکونام، عبدالحمید معصومی تهرانی، عبدالله نوری، مرتضی فهیم کرمانی، محسن کدیور و حسن یوسفی اشکوری، سید مهدی هاشمی، هادی قابل، هادی خامنه‌ای، مجید جعفری‌تبار،احمد منتظری سید حسین حسینی شیرازی و سید محمدصادق روحانی هستند. این دادگاه همچنین مهدی خزعلی، فرزند ابوالقاسم خزعلی که پزشکی غیر روحانی است، را احضار و زندانی نمود.
همچنین در پی دست دادن محمد خاتمی با یک خانم در سفر به ایتالیا، برخی از وی به دادگاه ویژه روحانیت شکایت کرده و مشاور احمدی‌نژاد در امور روحانیون نیز خواستار محاکمه وی شد.
این دادگاه همچنین ضمن محاکمه محمد موسوی خوئینی‌ها مدیر مسئول روزنامه سلام حکم به توقیف پنج ساله این روزنامه داد.
این دادگاه همچنین بدون نیاز به استناد به قوانین مصوبه کشور، بنا به احکام شرعی به صدور حکم می‌پرداخت.
دادگاه ویژه روحانیت در دوران اصلاحات فعالیت بیشتری یافت و بسیاری از روحانیون اصلاح طلب را محاکمه کرد.
نمایندگان مجلس هفتم پس از تصویب طرح دولت احمدی‌نژاد برای قطع بودجه کمک به احزاب و نهادهای غیردولتی، بودجه آن را میان نهادی‌های حکومتی تقسیم کردند که از این میان ۱۵۰ میلیارد ریال نصیب این دادگاه شد.
احکام شدید علیه روحانیون منتقد در حالی از سوی این دادگاه صادر می‌شد که در جریان انتشار فیلم یک روحانی در حال روابط جنسی، وی تنها به صد ضربه شلاق، تبعید و خلع لباس محکوم گردید.

## ساختار
از خرداد سال ۱۳۹۱، رئیس دادگاه ویژه روحانیت محمدجعفر منتظری و دادستان دادگاه ویژه روحانیت نیز از مرداد ۱۴۰۰ غلامحسین محسنی اژه‌ای است.
این دادگاه در ۱۰ شهر (تهران، قم، اصفهان، شیراز، اهواز، تبریز، همدان، مشهد، کرمان و رشت) دارای دادگاه است و عهده‌دار صرفاً دعاوی کیفری علیه روحانیون بوده و دعاوی حقوقی و مالی را علیه ایشان نمی‌پذیرد و دعاوی خانوادگی نیز صرفاً تا جهاتی که کیفری باشد مورد دقت قرار می‌گیرد.
شکایات ابتدا در دادسرای استان مربوط در نزد دادستان همان استان طرح می‌شود. سپس با دستور دادستان به یکی از شعبات دادیاری ارجاع می‌شود؛ و مجدداً برای صدور کیفرخواست به نزد دادستان ارجاع می‌شود. پس از صدور کیفرخواست پرونده به دادگاه بدوی ارجاع می‌شود که در همان دادسرا قرار دارد. پس از صدور رای بدوی، در صورت اعتراض یکی از طرفین، به دادگاه تجدیدنظر ویژه روحانیت ارجاع می‌شود که فقط در تهران وجود دارد. رای دادگاه تجدیدنظر قطعی است و فقط مشتکی عنه روحانی می‌تواند درخواست اعاده دادرسی نماید. تمام مراحل محرمانه انجام می‌گیرد و تمام ابلاغ‌ها و آرای صادره به صورت حضوری ابلاغ می‌شود. شاکی حق دریافت هیچ‌کدام از اوراق و اسناد پرونده و حتی آرای صادره را ندارد. معمولاً آرای محاکم بدوی قاطع و شدید است ولی در دادگاه تجدیدنظر تقلیل و تقلیل می‌یابد یا مجازات‌ها تعلیق می‌شوند. در طول روند رسیدگی معمولاً سعی بر ایجاد مصالحه و توافق طرفین می‌شود تا شخص روحانی محکومیت کیفری پیدا نکند. سیر روند رسیدگی به دلیل حجم کم پرونده‌ها معمولاً در کمتر از یکسال و سریعتر از محاکم عمومی است.